# Středomoravský župní přebor 1995/1996
V soubojích 8. ročníku Středomoravského župního přeboru 1995/96 (jedna ze skupin 5. fotbalové ligy) se utkalo 16 týmů každý s každým dvoukolovým systémem podzim–jaro. Tento ročník začal v srpnu 1995 a skončil v červnu 1996.

## Nové týmy v sezoně 1995/96
- Z Divize D 1994/95 ani z Divize E 1994/95 nesestoupilo do Středomoravského župního přeboru žádné mužstvo.
- Ze skupin I. A třídy Středomoravské župy 1994/95 postoupila mužstva TJ Stavosvit Březůvky (vítěz skupiny A)[1] a TJ Spartak Hluk (vítěz skupiny B).[1]

## Konečná tabulka
Zdroje: 
| Poř. | Tým                            | Z  | V  | R | P  | VG | OG  | B  |
| ---- | ------------------------------ | -- | -- | - | -- | -- | --- | -- |
| 1.   | FC Elseremo Brumov             | 30 | 22 | 6 | 2  | 80 | 29  | 72 |
| 2.   | TJ Kunovice                    | 30 | 21 | 5 | 4  | 83 | 29  | 68 |
| 3.   | TJ Spartak Hluk (N)            | 29 | 17 | 3 | 9  | 70 | 41  | 54 |
| 4.   | TJ Slavoj Morkovice            | 30 | 14 | 9 | 7  | 65 | 43  | 51 |
| 5.   | TJ Baník Mikulčice             | 30 | 15 | 4 | 11 | 52 | 51  | 49 |
| 6.   | TJ Vigantice                   | 30 | 15 | 3 | 12 | 49 | 41  | 48 |
| 7.   | FC Vsetín                      | 30 | 14 | 4 | 12 | 48 | 48  | 46 |
| 8.   | FC Viktoria Otrokovice         | 30 | 13 | 6 | 11 | 48 | 42  | 45 |
| 9.   | FC Velké Karlovice             | 30 | 13 | 5 | 12 | 47 | 43  | 44 |
| 10.  | SK Slovácká Viktoria Bojkovice | 29 | 12 | 6 | 11 | 54 | 47  | 42 |
| 11.  | TJ Stavosvit Březůvky (N)      | 30 | 12 | 4 | 14 | 46 | 50  | 40 |
| 12.  | TJ Štítná nad Vláří            | 30 | 9  | 4 | 17 | 36 | 59  | 31 |
| 13.  | TJ FS Napajedla                | 30 | 8  | 6 | 16 | 47 | 50  | 30 |
| 14.  | SK VTJ Spartak Hulín „B“       | 30 | 7  | 8 | 15 | 46 | 55  | 29 |
| 15.  | TJ Sokol Újezdec-Těšov         | 30 | 4  | 9 | 17 | 42 | 65  | 21 |
| 16.  | FK VTJ PARES Prušánky „B“      | 30 | 1  | 2 | 27 | 14 | 134 | 5  |

Poznámky:
- Z = Odehrané zápasy; V = Vítězství; R = Remízy; P = Prohry; VG = Vstřelené góly; OG = Obdržené góly; B = Body; (S) = Mužstvo sestoupivší z vyšší soutěže; (N) = Mužstvo postoupivší z nižší soutěže (nováček)

|  | Postup do Divize D 1996/97                          |
|  | Přihláška do I. A třídy Středomoravské župy 1996/97 |
|  | Zánik B-mužstva                                     |